# Птушинский, Юрий Григорьевич
Юрий Григорьевич Птушинский (29 ноября 1927, Киев — 29 мая 2014, Киев, Украина) — украинский учёный в области физической электроники, физики поверхности и физики вакуума, доктор физико-математических наук, профессор. Член-корреспондент Национальной академии наук Украины (с 29 марта 1978 года).

## Биография
Родился 29 ноября 1927 года в городе Киеве. До Великой Отечественной войны учился в средней школе, а после отвоевания Киева в 1944 году — в Киевском материально-хозяйственном техникуме Министерства путей сообщения. В 1946 году сдал экзамены на аттестат зрелости в вечерней школе рабочей молодежи и поступил на физический факультет Киевского государственного университета имени Т. Г. Шевченко. После окончания университета в 1951 году учился в аспирантуре Института физики АН УССР. В этом научном заведении прошёл путь от младшего научного сотрудника до заведующего отделом адсорбционных явлений и заместителя директора по научной работе (до 1989 года).
В 1955 году защитил кандидатскую диссертацию, которая была посвящена исследованию диффузионных процессов в катодах с оксидными плёнками, в 1971 году — докторскую.

## Научная, общественная и педагогическая деятельность
Исследования учёного преимущественно посвящены изучению адсорбционного взаимодействия различных веществ с поверхностями тугоплавких металлов. Он экспериментально доказал, в частности, что атомы серебра в условиях сверхвысокого вакуума на атомарно чистой поверхности молибдена конденсируются. Изучил эффект резкого уменьшения адсорбционной способности вольфрама во время нанесения на его поверхность ионизирующих примесей.
Был депутатом Райсовета народных депутатов Московского района Киева, в 1980–1990 годах — членом комитета народного контроля УССР, входил в состав научных советов АН СССР по физической электронике и физике, химии и механике поверхности, был членом редколлегии журнала «Поверхность». Активно работает в научных советах, комитетах, комиссиях, является заместителем председателя специального совета по защите диссертаций.
Подготовил трёх докторов и восемь кандидатов наук.

## Награды
Заслуженный деятель науки и техники Украины (с 1998 года), лауреат Государственной премии СССР в области науки и техники (1988 год), Государственной премии Украины в области науки и техники (2008; за цикл научных трудов «Адсорбированные слои на поверхности переходных металлов: структура, электронные процессы, трение, кинетика формирования, катализ»), премии имени академика А. Ф. Прихотько НАН Украины (за 2003 год), награждён орденом Трудового Красного Знамени (1988).